# Kyphosus vaigiensis
Espèce
Kyphosus vaigiensis, appelé aussi la Saupe cuivrée ou Calicagère grise à lignes jaunes, est une espèce de poisson herbivore de la famille des Kyphosidae. Elle est présente de l’Océan Indien jusqu’à la mer Rouge et a été découverte par Quoy & Gaimard en 1825.

## Description

### Caractéristiques principales
Kyphosus vaigiensis est une espèce possédant une longueur totale maximale enregistrée de 70 cm, bien qu'une longueur totale plus courante soit d'environ 50 cm. Son poids à 50 cm est d’environ 2 kg.

### Morphologie et anatomie

#### Corps
Kyphosus vaigiensis possède un corps long de forme ovale en vue latérale. Il a une petite tête avec un museau relativement pointu et court (égal au diamètre des yeux). La bouche terminale est légèrement oblique.
Les dents sont lancéolées et ressemblent à des incisives et disposées en une seule rangée extérieure sur les dentaires et prémaxillaires. Un plus petit groupe de petites dents coniques sont disposées en 3-4 rangées sur le toit et le plancher de la bouche, situées bien en arrière de la rangée externe avant des dents.
La nageoire dorsale et anale ne sont pas hautes et la base de la nageoire dorsale est plus longue que celle de la nageoire anale. La nageoire dorsale a 10-11 épines et 13-15 rayons mous tandis que la nageoire anale a 3 épines et 12-14 rayons mous. La base de la partie épineuse de la nageoire dorsale est plus longue que la base de la partie molle. Cette nageoire peut se replier en une gaine. La nageoire caudale est courte et modérément émarginée, les lobes étant légèrement pointus. Les nageoires pectorales sont constituées de 17-20 rayons mous et les nageoires pelviennes sont légèrement plus courtes.
Les écailles sont rugueuses et couvrent la région inter-orbitaire, la région post-orbitaire, la joue, l'opercule et le long du corps jusqu'à la nageoire caudale.

#### Couleur
Concernant la couleur, elle est argentée avec un éclat bleuté. Il y a environ 23-29 lignes horizontales dorées le long du corps, celles au-dessus de la ligne latérale s'incurvant parallèlement à celle-ci.
Il y a 2 traits dorés, un devant et derrière l’œil et l’autre sous l'œil, qui va du museau à l'arrière du bord antérieur de l'œil.

Les nageoires sont grises ou légèrement plus foncées que la couleur du corps. Il y a un bord postérieur foncé sur la nageoire caudale.

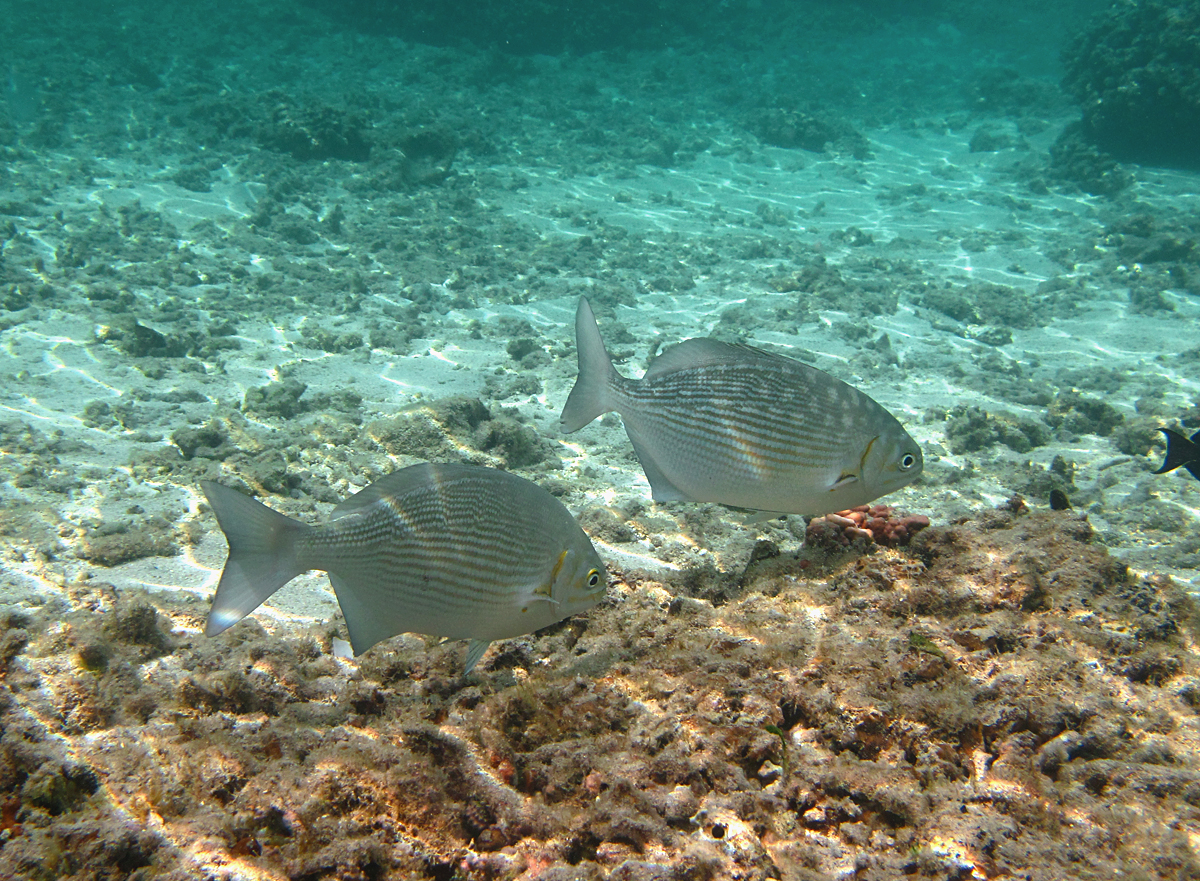
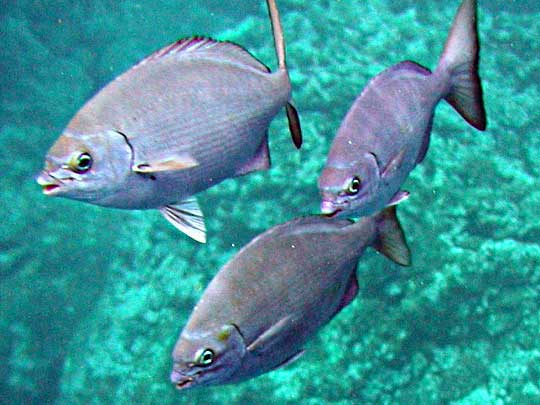
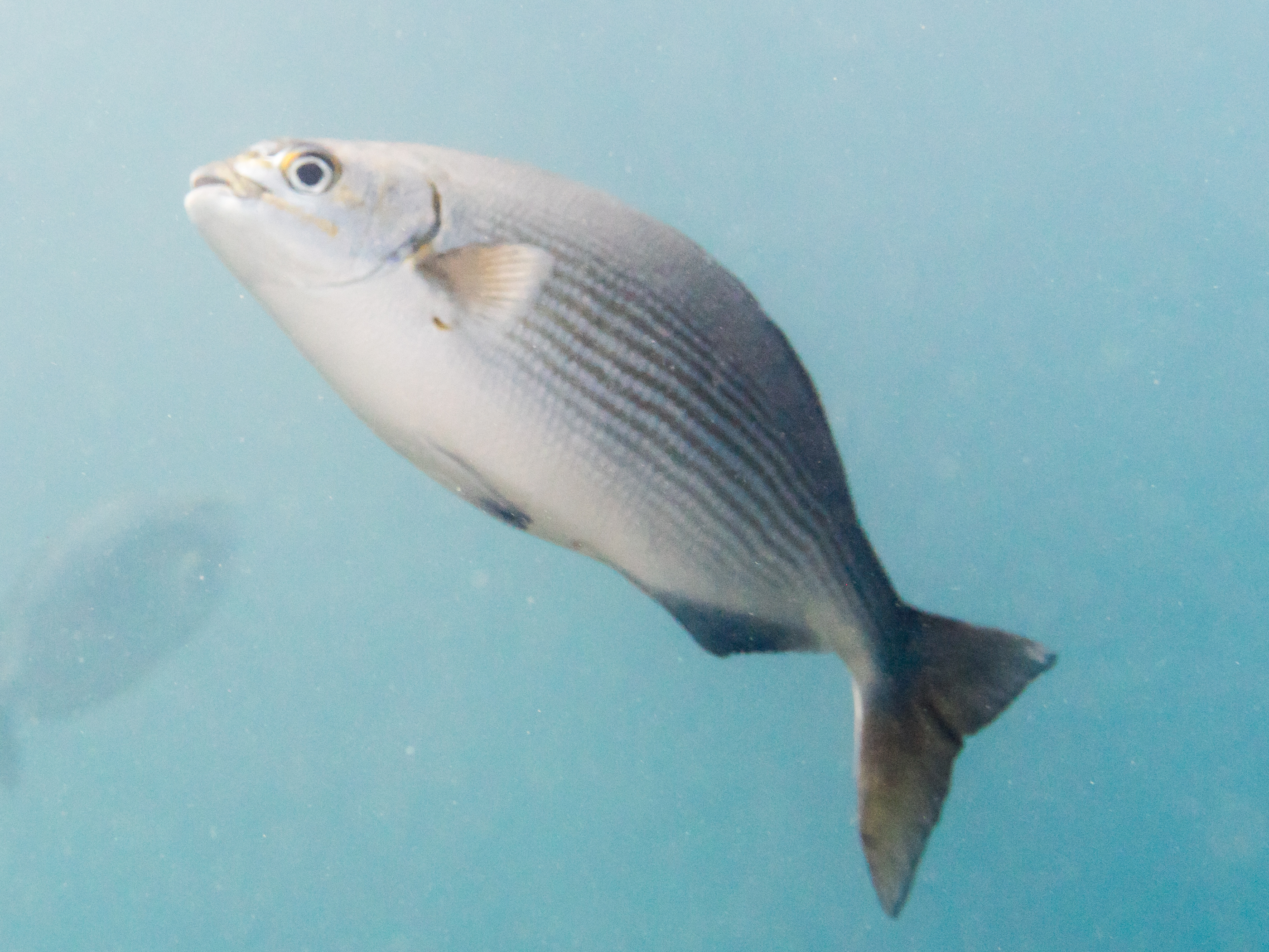

## Comportement

### Alimentation
Kyphosus vaigiensis est un herbivore qui se nourrit principalement d'algues brunes benthiques  et aussi de petits crustacés.

### Reproduction
C’est une reproduction sexuée et comme toutes les espèces du genre Kyphosus, Kyphosus vaigiensis est ovipare et gonochorique. Cette espèce a un comportement de frai de mai à septembre.
La taille moyenne à la première maturité sexuelle (taille à laquelle 50% des poissons sont matures) est de 36 cm pour les femelles.

## Écologie

### Distribution de l'espèce
Avant la révision taxonomique de Knudsen et Clements (2013), on pensait que cette espèce était limitée à l'Indo-Pacifique. Actuellement, K. incisor et K. analogous sont synonymes sous K. vaigiensis et leurs distributions sont dès lors fusionnées. Kyphosus vaigiensis est l'une des espèces les plus largement distribuées de la famille des Kyphosidae.
On retrouve donc cette espèce dans le bassin indopacifique, la mer Rouge, l’océan Atlantique oriental et occidental et la mer Méditerranée.
C’est une espèce diurne que l’on trouve sur les rivages rocheux, les récifs extérieurs, dans les lagons et sur les plaines récifales et jusqu'à 25 m de profondeur dans les mers tropicales. Solitaire à des latitudes élevées, mais généralement rencontrée en bancs à des latitudes plus basses avec d'autres espèces comme K. bigibbus, K. cinerascens et K. sectatrix dans l'océan Indo-Pacifique. Il se plait dans des eaux entre 18,7° et 31,2°C.
Les adultes se trouvent généralement près du rivage et du littoral, tandis que les juvéniles sont associés à des objets flottants et peuvent être rencontrés en pleine mer près de la surface.

### Rôle écosystémique
C’est un poisson herbivore mobile qui se spécialise dans le broutage de grandes algues brunes et est donc particulièrement important dans les récifs coralliens car son activité sert de régulateur dans la compétition coraux-algues, permettant d’éviter que les algues prennent le dessus sur les coraux.
Cependant, contrairement aux autres poissons herbivores benthiques, il présente des déplacements à grande échelle (>2 km). Les individus K. vaigiensis couvrent, en moyenne, une longueur de récif de 2,5 km (11 km maximum) chaque jour. Ces mouvements à grande échelle suggèrent qu'il peut agir comme un lien mobile, fournissant une connectivité fonctionnelle et aidant à soutenir les processus fonctionnels à travers les habitats et les échelles spatiales.
Kyphosus vaigiensis joue donc un rôle vital dans la résilience des récifs coralliens par une prédation intense des macro-algues.

## Relation avec l'Homme
Il n'existe aucune menace majeure connue pour sa population mondiale.
Ils sont considérés comme un poisson de jeu de qualité par les pêcheurs récréatifs en utilisant un plaquage léger avec de petits hameçons. Ils sont aussi considérés comme des poissons alimentaires de qualité et sont capturés par les pêcheurs commerciaux et les pêcheurs de subsistance avec des filets maillants, des lignes de poing et des lances et sont commercialisés frais. C’est une espèce très prisée en Micronésie. Le soin dans le nettoyage est essentiel pour éviter la contamination avec leurs tripes nauséabondes.